# Ferrari 125 F1
El Ferrari 125 F1 es un automóvil de carreras monoplaza desarrollado por Ferrari a finales de la década de 1940 y principios de la de 1950.

## Historia

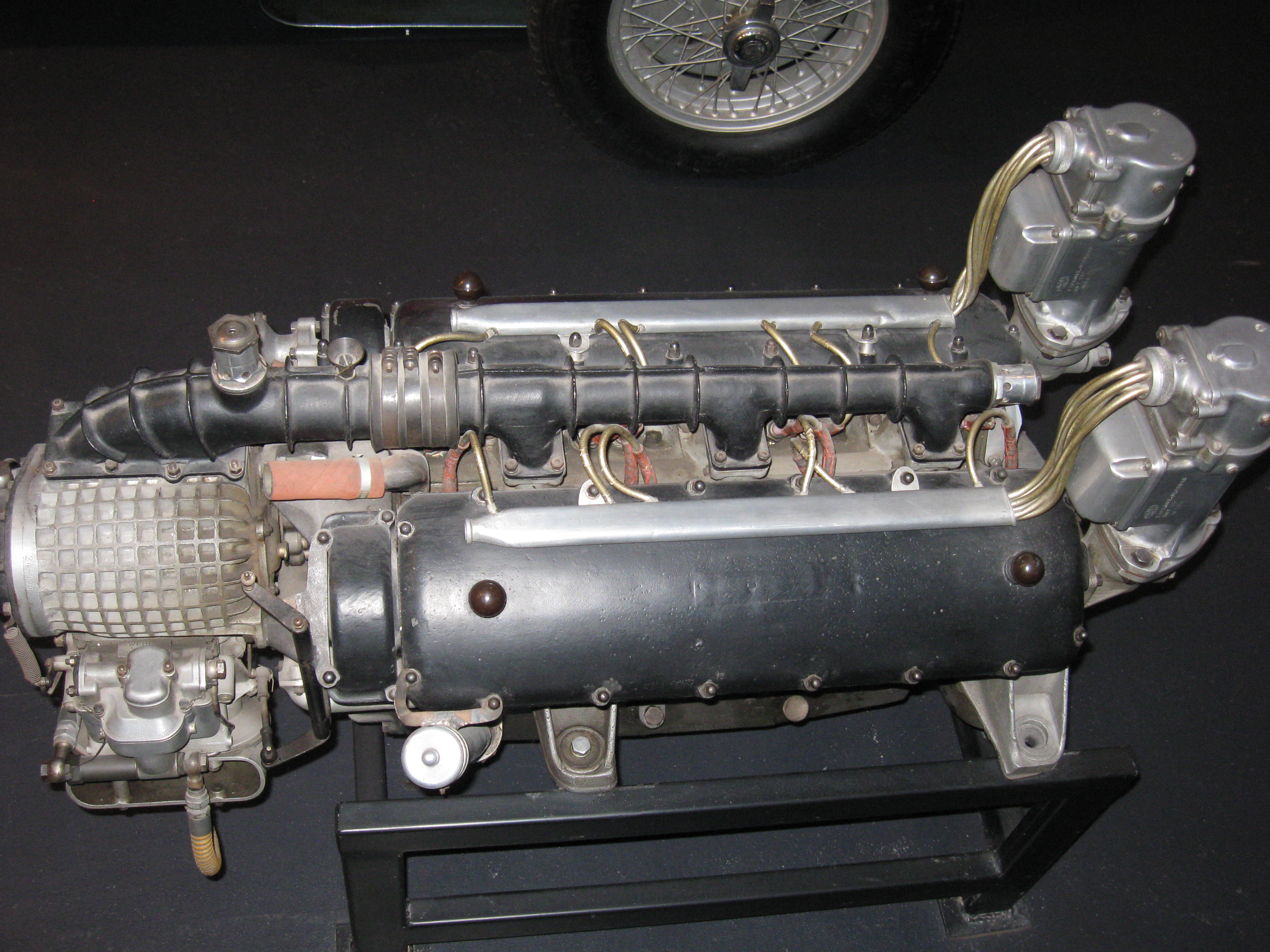
Uno de los primeros motores del 125 F1

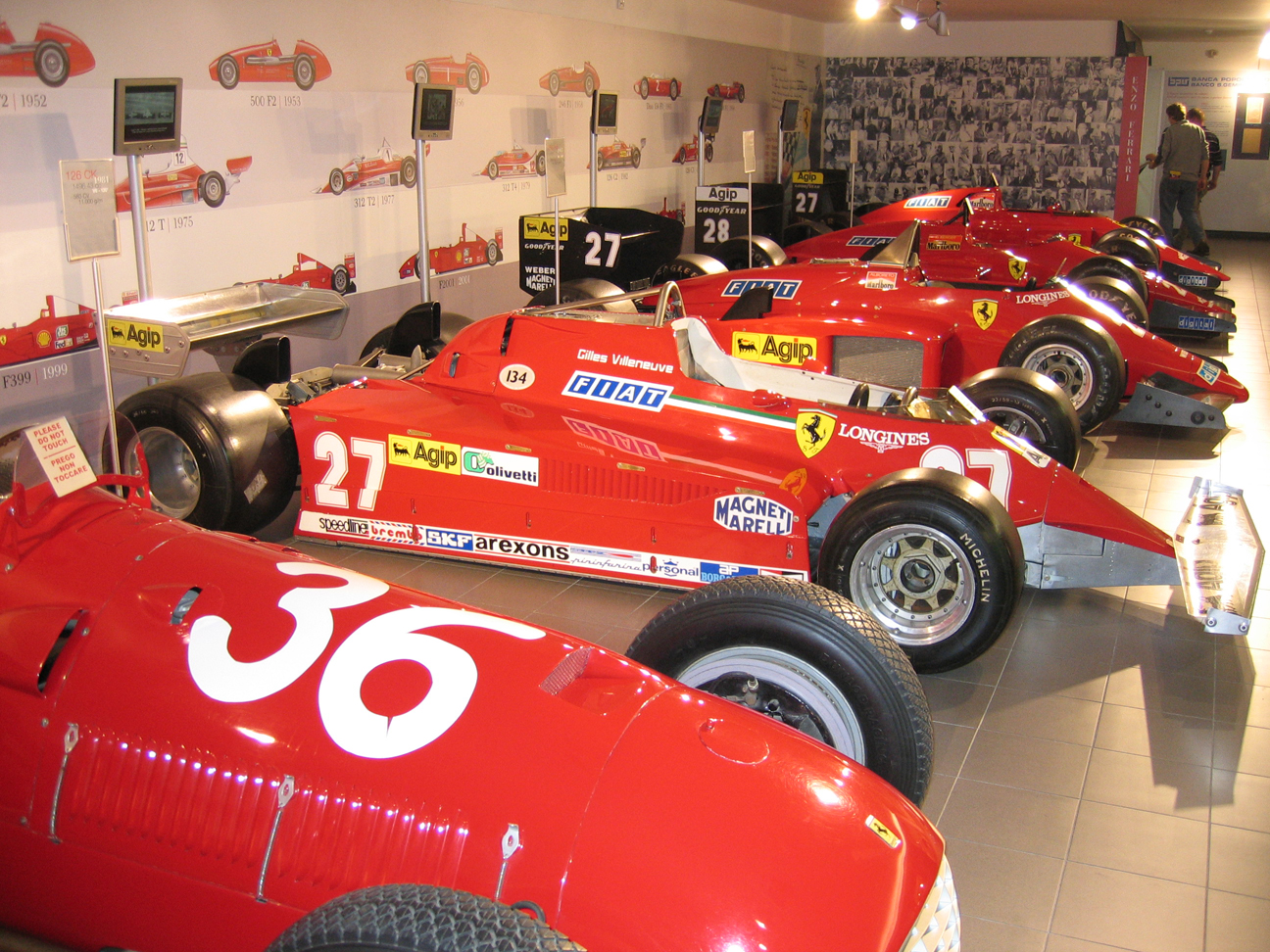
Antiguos modelos en el Museo Ferrari

El 125 F1 estaba equipado con un motor V12 Colombo de 1497 cm³ (1,5 L; 91,4 plg³) sobrealimentado y lucía un chasis de estructura de tubo de acero con miembros longitudinales y transversales. Tenía una suspensión de doble horquilla con una ballesta transversal en la parte delantera y una barra de torsión en la parte trasera que se actualizó a un eje De Dion para 1950. La dirección de tornillo sin fin y de sector y los frenos de tambor en las cuatro ruedas eran la norma en ese momento. La distancia entre ejes se aumentó de 2160 a 2320 mm (85,0 a 91,3 pulgadas) en el rediseño de 1949. El diseño del chasis y la transmisión fue de Valerio Colotti.
El V12 tenía un árbol de levas a la cabeza en cada banco de cilindros con un ángulo de 60° entre ambos. Tenía dos válvulas por cilindro alimentadas a través de un carburador Weber 40DOC3 o 50WCF. Con solamente una relación de compresión de 6.5:1, el V12 sobrealimentado todavía producía 230 CV (227 HP; 169 kW) a las 7000 rpm. Sin embargo, el compresor volumétrico tipo Roots de una sola etapa fue incapaz de producir la potencia de gama alta necesaria para competir contra el potente Alfa Romeo 158 de ocho cilindros y el Maserati 4CLT de cuatro cilindros. Sin embargo, un manejo sólido y un chasis ágil permitieron a la escudería obtener el tercer lugar en su primera salida, en el Gran Premio de Valentino el 5 de septiembre de 1948 y la empresa perseveró en las carreras.
Para 1949, el motor se modificó todavía más con doble árbol de levas a la cabeza, aunque todavía dos válvulas por cilindro y un sobrealimentador de dos etapas. Esta combinación le dio al coche un mejor rendimiento de gama alta y los 260 a 280 CV (256 a 276 HP) (191 a 206 kW) resultantes le dieron cinco victorias en Grandes Premios. El desarrollo continuó el año siguiente, pero los sobrealimentadores problemáticos se abandonaron en favor de un desplazamiento más grande y el motor 275 de Lampredi reemplazó al Colombo original.
El chasis original se ha perdido, utilizado para Ferrari 275 F1, pero actualmente se encuentra una réplica exacta con el motor Colombo original en el Museo Ferrari en Maranello, junto con otros monoplazas de Fórmula 1 más nuevos.

## Resultados
| Año     | Equipo           | Chasis | Motor   | Neu. | Piloto          | 1   | 2   | 3   | 4   | 5   | 6   | 7   | 8   |
| ------- | ---------------- | ------ | ------- | ---- | --------------- | --- | --- | --- | --- | --- | --- | --- | --- |
| 1950    |                  |        |         |      |                 | GBR | MON | 500 | SUI | BEL | FRA | ITA |     |
| 1950    | Scuderia Ferrari | 125 F1 | 1.5 V12 | P    | Luigi Villoresi |     | Ret |     | Ret | 6   |     |     |     |
| 1950    | Scuderia Ferrari | 125 F1 | 1.5 V12 | P    | Alberto Ascari  |     | 2   |     | Ret |     |     |     |     |
| 1950    | Scuderia Ferrari | 125 F1 | 1.5 V12 | P    | Raymond Sommer  |     | 4   |     |     |     |     |     |     |
| 1950    | Scuderia Ferrari | 125 F1 | 1.5 V12 | P    | Giovanni Bracco |     |     |     |     |     |     | DNP |     |
| 1950    | Scuderia Ferrari | 125 F1 | 1.5 V12 | P    | Peter Whitehead |     |     |     | DNP |     |     |     |     |
| 1950    | Peter Whitehead  | 125 F1 | 1.5 V12 | D    | Peter Whitehead |     | DNS |     |     |     | 3   | 7   |     |
| 1951    |                  |        |         |      |                 | SUI | 500 | BEL | FRA | GBR | GER | ITA | ESP |
| 1951    | Peter Whitehead  | 125 F1 | 1.5 V12 | D    | Peter Whitehead | Ret |     |     | Ret |     |     |     |     |
| 1951    | Peter Whitehead  | 125 F1 | 1.5 V12 | P    | Peter Whitehead |     |     |     |     |     |     | Ret |     |
| 1952    |                  |        |         |      |                 | SUI | 500 | BEL | FRA | GBR | GER | NED | ITA |
| 1952    | Peter Whitehead  | 166 F2 | 2.0 V12 | D    | Peter Whitehead |     |     |     |     | 10  |     |     | DNQ |
| Fuente: |                  |        |         |      |                 |     |     |     |     |     |     |     |     |